# Râul Vlădiceni
Râul Vlădiceni este un curs de apă, afluent al râului Vămășoaia.